# Antonín Rükl
Antonín Rükl (født 22. september 1932, død 12. juli 2016) var en tjekkisk astronom, kartograf og forfatter.
Han dimitterede fra det Tjekkiske Tekniske Universitet i Prag i 1956 og blev efterfølgende ansat i astronomiafdelingen på geodæsiinstituttet. Han blev i 1960 ansat på Prags planetarium, som han med årene blev leder af. Han havde ligeledes haft en række tillidsposter i sammenslutninger af astronomer såvel nationalt som internationalt, inden han gik på pension i 1999.
Rükl var anerkendt som formidler af sit fag for et bredt publikum og samtidig højt estimeret blandt sine fagkolleger. Han har skrevet en række bøger, og som kartograf har han ligeledes leveret illustrationer til flere af bøgerne, heriblandt Atlas of the Moon.
1. ↑  Navnet er anført på engelsk og stammer fra Wikidata hvor navnet endnu ikke findes på dansk.